# 神仙暗沙
神仙暗沙位于中国南沙群岛东北部，勇士滩东南约7海里，仙后滩以北约20海里。水深16.4米。1935年中华民国水陆地图审查委员会公布的名称为“沙滩”，1947年中华民国内政部方域司公布的名称和1983年中国地名委员会公布的标准名称均为“神仙暗沙”。西方文献一般称为“Sandy Shoal”。